# Antigua Sailing Week

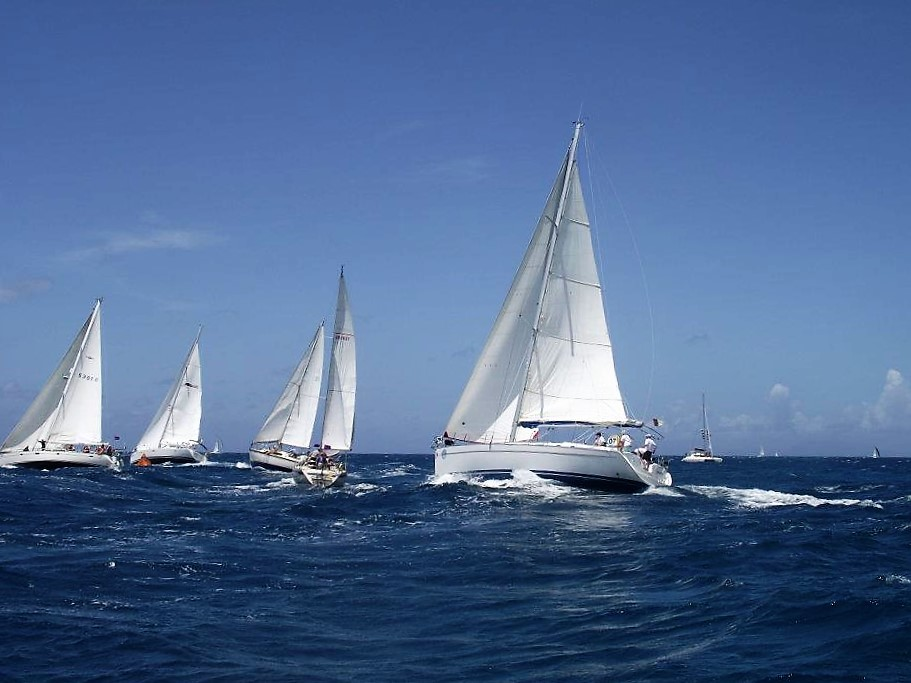
Impression von der Segelregatta (2012)

Die Antigua Sailing Week ist eine Segelregatta, die seit 1967 alljährlich Ende April/Anfang Mai vor der Insel Antigua in der Karibik ausgetragen wird.
Ausgangspunkt für die Regatten ist die Marina von Nelson’s Dockyard. Es finden insgesamt fünf Wettfahrten ab Saint John’s statt, an denen sich alljährlich ungefähr 250 in sechs Klassen startende Yachten beteiligen. Jedes Jahr reisen für die Regatta etwa 1500 Crewmitglieder und 5000 Zuschauer nach Antigua. Die Regatta hat sich insbesondere durch die vielen teilnehmenden Maxi-Yachten einen Namen gemacht.